# Бої за Ракку (2017)
35°57′00″ пн. ш. 39°01′00″ сх. д. / 35.95° пн. ш. 39.016666666667° сх. д.
Бої за Ракку — п'ята фаза наступу на Ракку, проведена Демократичними силами Сирії проти терористів Ісламської держави в місті Ракка. Перші бої почалися 6 червня і були підтримані авіаударами міжнародної коаліції. Операція отримала назву «Велика битва».

## Попередні події
Вже в червні 2017 року Ракка стала останнім важливим містом, який все ще належить ІДІЛ. Ракка стала центром, у якому планувалися терористичні атаки на європейські країни, через зосередження в місті великої кількості іноземних бойовиків. Сам наступ на місто проводився підрозділами Сирійських демократичних сил з 6 листопада 2016 року. Результатом наступу стало звільнення від ІДІЛ більшої частини провінції Ракка, в тому числі міст Ес-Саура, греблі Табка і греблі Баас.
Як мінімум 500 бійців спеціальних сил США проводять наземну операцію в північній Сирії, щоб підтримати курдський наступ на Ракку. США та інші країни-учасники коаліції забезпечують Сирійські демократичні сили важким озброєнням, комунікаціями та іншою допомогою.

## Бойові дії
За день до початку бойових дій Військово-повітряні сили США завдали серію авіаударів по позиціях бойовиків. Демократичні сили Сирії почали бойові дії на світанку 6 червня. Зіткнення почалися на півночі, сході і заході міста. Будучи підтримуваними міжнародною коаліцією, ДСС атакували базу 17-ї дивізії і район Машлаб в північній частині міста. До кінця дня ДСС зайняли більше половини району Машлаб, а також атакували район Андалус на північному заході.
7 червня Демократичні сили Сирії звільнили зруйновану фортецю, що знаходиться на краю міста, а офіційні особи міжнародної коаліції заявили, що прискорять звільнення міста.
16 червня бойовики ІД контратакували і вибили бійців ДСС з бази 17-ї дивізії, спортивного комплексу, а також практично повністю зачистили район Синаа.
Серпень: Просування курдського ополчення на південь наразі зупинилось, останні ведуть перегрупування сил і засобів і практично по всій лінії протистояння з ІД перейшли до оборони, ведучи інженерну підготовку опорних пунктів. Тим часом, урядовим силам (САА) вдалося значно просунутися в провінції в східному напрямку. Там вони увійшли в зіткнення з курдами (поки що не бойове). Південніше Ракки тактичні формування САА вийшли на правий берег Євфрату.
1 вересня повідомлялося, що бійці СДС звільнили від бойовиків ІД історичний центр Ракки. Штурм міста триває з червня. Звільнення міста вважається однією з головних цілей міжнародної антитерористичної коаліції на чолі з США, яка веде бойові дії проти терористів в Іраку і Сирії. Літаки коаліції регулярно завдають ударів по місту.
9 жовтня підтримувані США збройні формування в Сирії готуються до завершальної атаки на утримувану терористами «Ісламської держави» частину міста Ракка на півночі країни, повідомляє агентство Associated Press.
Агентство зазначає, що ця операція націлена на повне звільнення міста, що бойовики терористичної організації ІД називають своєю столицею.
«Сирійські демократичні сили зміцнюють позиції перед фінальною атакою на місто Ракка», — заявив у понеділок представник цього угруповання Мустафа Балі, не уточнивши, коли очікується початок операції. Він також спростував повідомлення деяких ЗМІ про те, що операція вже почалася.
За словами співрозмовника агентства, планується, що військова операція займе 7—10 днів і дозволить повністю очистити Ракку від терористів.
Війська сирійської опозиції за підтримки авіації коаліції США почали бої за Ракку на початку червня 2017 року. Близько 80 % міста вже вдалося відбити у бойовиків ІД, під контролем терористів залишаються окремі території в центрі і на півночі міста, нагадує Associated Press.
17 жовтня Ракка повністю звільнена від терористів ІД.

## Участь ЗС США
У штурмі Ракки брали участь військовослужбовці Об'єднаного командування спеціальних операцій США (JSOC), у складі якого, у числі інших, знаходяться «Дельта», Бойова морська особлива група швидкого розгортання (DEVGRU), 24-а тактична ескадрилья СпП ВПС (24th Special Tactics Squadron). Також в оперативному підпорядкуванні знаходяться 75-й рейнджерский полк та 160-й авіаційний полк спеціального призначення.
Першими в район Ракки вирушили бійці Дельти і рейнджери як штурмові команди у міській забудові. Вони використовували ПНБ, тепловізори та безшумну зброю. У боях за Табку, рейнджерські групи використовували легкі вертольоти сімейства Hughes 500: ударні AH-6 і транспортні MH-6 Little Bird, що стоять на озброєнні 160-го авіаполку СпП. Однак американські спеціальні сили не брали на себе ударну роль у штурмі самої Ракки.
За повідомленнями The Washington Post, було розгорнуто деяку кількість 155-мм гаубиць M777 з боєприпасами з GPS-наведенням, для вогневої підтримки 1-го батальйону 4-го полку морської піхоти США (4th Marine regiment), що розмістився на підступах до міста.
Тільки за лютий 2017 року авіацією коаліції було завдано понад 300 авіаударів по околицях Ракки.

## Втрати
За різними оцінками в результаті боїв загинули від 1300 до 1800 мирних жителів. Згідно незалежної моніторингової групи Airwars всього в результаті авіаційних ударів коаліції було знищено 3200 осіб (бойовиків і цивільних). За даними ООН, близько 80 % Ракки стали непридатними для життя після битви.